# 達多峰
46°47′27.1″N 9°00′55.5″E / 46.790861°N 9.015417°E

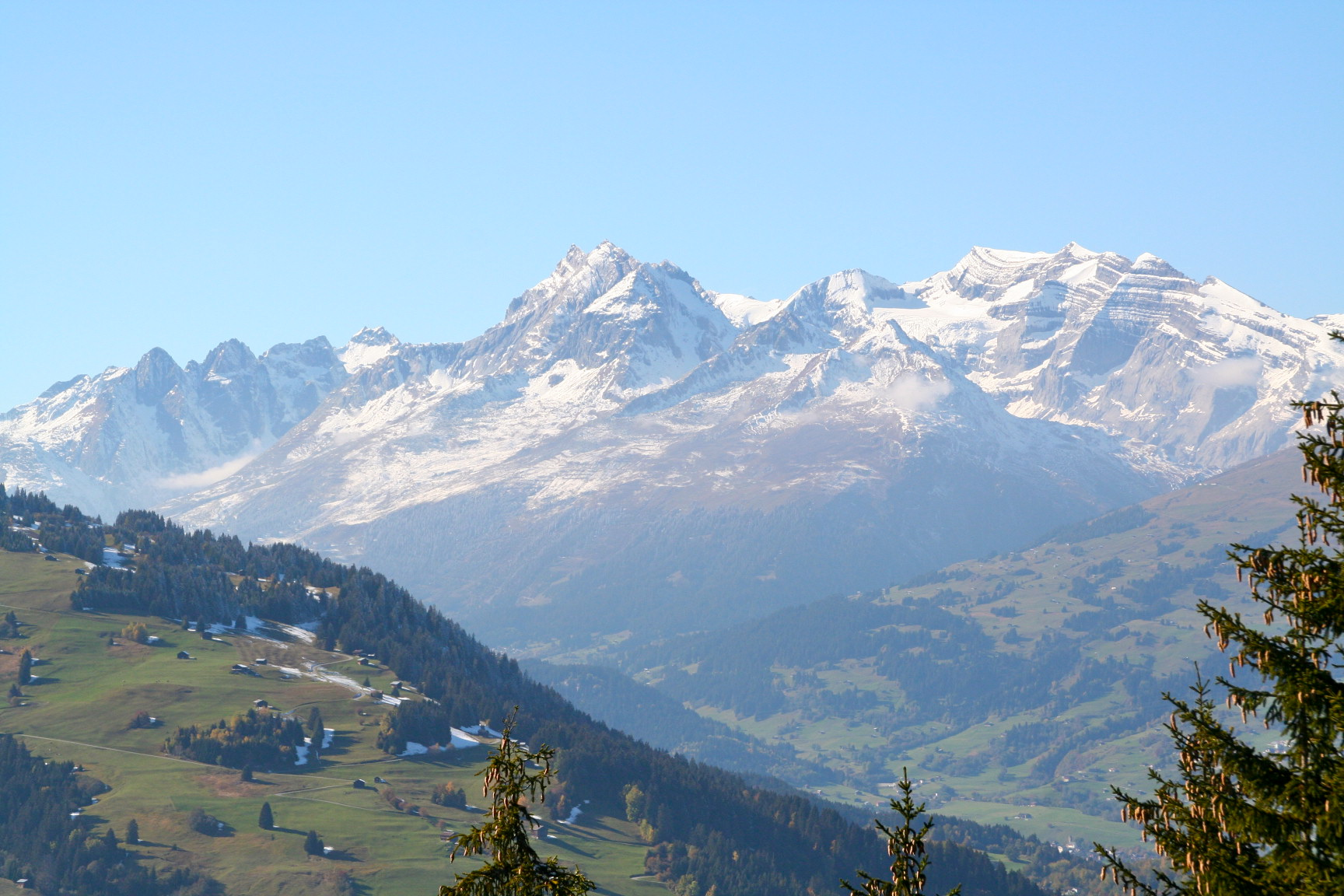
達多峰。瑞士的山峰

達多峰（Piz Dado），是瑞士的山峰，位於該國東南部，由格勞賓登州負責管轄，屬於格拉魯斯山的一部分，海拔高度2,698米，每年平均降雨量1,929毫米。